# Благодарность Правительства Российской Федерации
Благодарность Правительства Российской Федерации учреждена постановлением Правительства Российской Федерации от 31 января 2009 года № 73 «О Почётной грамоте Правительства Российской Федерации и благодарности Правительства Российской Федерации». Этим постановлением были утверждены положение о почётной грамоте Правительства Российской Федерации и об объявлении благодарности Правительства Российской Федерации, образец бланка почётной грамоты, описание и рисунок нагрудного знака к почётной грамоте.

## Описание
В соответствии с положением, благодарность Правительства Российской Федерации является формой поощрения за заслуги в содействии проведению социальной и экономической политики государства, осуществлению эффективной деятельности федеральных государственных органов, развитию местного самоуправления, обеспечению законности, прав и свобод граждан, укреплению обороноспособности страны и государственной безопасности, реализации внешней политики государства, а также осуществлению иных полномочий, возложенных на Правительство Российской Федерации Конституцией Российской Федерации, федеральными конституционными законами, федеральными законами, указами Президента Российской Федерации.
Грамоту вручает председателем Правительства Российской Федерации либо, по его поручению, члены правительства Российской Федерации или другие должностные лица. Повторное грамотой не награждают, дубликаты грамоты и нагрудного знака не выдаются.